# JR Freight DF200 sorozat
A JR Freight DF200 sorozat egy Japán Bo-Bo-Bo tengelyelrendezésű tehervonati dízelmozdony-sorozat. A JR Freight üzemelteti. 1992-től gyártja a Kawasaki Heavy Industries. Összesen 50 db készült belőle.

## Változatok
- DF200-901
- DF200-0
- DF200-50
- DF200-100

## Modellek
A mozdonyokat modellben N méretarányban a Kato és a Tomix gyárt.